# Córka marnotrawna
Córka marnotrawna (ang. The Prodigal Daughter) – powieść, której autorem jest angielski pisarz Jeffrey Archer.
Jest to kontynuacja i częściowe uzupełnienie powieści Kane i Abel opowiadająca losy jedynej córki Abla Rosnovskiego – Florentyny, która wbrew woli ojca poślubia syna wielkiego rywala i wroga swego ojca – Richarda Kane'a.